# Miomantis paykullii
Miomantis paykullii là một loại của loài bọ ngựa thuộc chi Miomantis trong bộ Mantodea.
Loài này được tìm thấy nhiều trong một số nước Châu Phi bao gồm Ai Cập, Bờ Biển Ngà, Ghana, Uganda, Sénégal và Togo.
Khi trưởng thành nó có thể đạt tới kích thước 3.5-4.5 cm.